# Viviers, Yonne
Viviers är en kommun i departementet Yonne i regionen Bourgogne-Franche-Comté i norra Frankrike. Kommunen ligger i kantonen Tonnerre som tillhör arrondissementet Avallon. År 2022 hade Viviers 104 invånare.

## Befolkningsutveckling
Antalet invånare i kommunen Viviers
| Referens: INSEE |